# Lijst van premiers van Saint Vincent en de Grenadines
Dit is een lijst van premiers van Saint Vincent en de Grenadines.

## Premiers van Saint Vincent en de Grenadines (1969-heden)
| Premier                        | Ambtstermijn | Partij |
| ------------------------------ | ------------ | ------ |
| Robert Milton Cato             | 1969 - 1972  | ULP    |
| James Fritz-Allen Mitchell     | 1972 - 1974  | NDP    |
| Robert Milton Cato             | 1974 - 1984  | ULP    |
| Sir James Fritz-Allen Mitchell | 1984 - 2000  | NDP    |
| Arnhim Ulric Eustace           | 2000 - 2001  | NDP    |
| Ralph Everard Gonsalves        | 2001 - heden | ULP    |

Afk.: PPP = People's Political Party (links-socialistisch) - ULP = United Labour Party (gematigd sociaaldemocratisch) - NDP = New Democratic Party (centrum-rechts)